# 決意の朝に
「決意の朝に」（けついのあさに）は、Aqua Timezのメジャー1枚目（通算2枚目）のシングル。2006年7月5日にエピックレコードジャパンからリリースされた。

## 概要
メジャー初のシングルであり、表題曲は、アニメ映画『ブレイブ ストーリー』の主題歌に使用された。また、2011年には、サッポロビールの『新春スポーツスペシャル箱根駅伝』用特別CMソング、「それぞれの箱根駅伝物語」のCMソングにも使用された。
初回仕様には、封入特典として『ブレイブ ストーリー』ワイドキャップステッカーが付属された。CDの累計売上は20万枚を突破し、着うたでのダウンロード件数は、累計で120万件を突破した。
今作の発売後に、同バンドの現ドラマーであるTASSHIが加入した。
表題曲で『第57回NHK紅白歌合戦』に初出場。

## 収録内容
| 全作詞・作曲: 太志、全編曲: Aqua Timez。 |                                   |       |            |      |
| #                                        | タイトル                          | 作詞  | 作曲・編曲 | 時間 |
| 1.                                       | 「決意の朝に」                    | 太志  | 太志       | 5:01 |
| 2.                                       | 「歩み」                          | 太志  | 太志       | 4:55 |
| 3.                                       | 「淋しき我ら」                    | 太志  | 太志       | 3:31 |
| 4.                                       | 「決意の朝に (Instrumental Mix)」 | 太志  | 太志       | 5:03 |
| 合計時間:                                | 合計時間:                         | 18:30 |            |      |

## 楽曲解説
1. 決意の朝に
ワーナー・ブラザース映画配給アニメ映画『ブレイブ ストーリー』主題歌
この曲は、ボーカルの太志が本編の大まかなあらすじを聞いて作詞作曲された。
2. 歩み
アマチュア時代に、ネット上の音楽サイトで配信されていた曲。

## 収録アルバム
1. 決意の朝に
  - 1stスタジオ・アルバム『風をあつめて』
  - 1stベスト・アルバム『The BEST of Aqua Timez』
  - 2ndベスト・アルバム『10th Anniversary Best RED』
2. 歩み
  - 1stスタジオ・アルバム『風をあつめて』
  - 1stベスト・アルバム『The BEST of Aqua Timez』
  - 2ndベスト・アルバム『10th Anniversary Best BLUE』
3. 淋しき我ら
  - 2ndベスト・アルバム『10th Anniversary Best BLUE』

## カバー
- Da-iCE （2016年7月20日、シングル『パラダイブ』（配信限定盤）に収録）
- ReoNa（2019年8月28日、シングル『Null』に収録）